# Земледелец (журнал)
Земледелец — ежемесячный иллюстрированный журнал по сельскому хозяйству и естествознанию.
Издавался в Санкт-Петербурге в 1902—1916 годах для популяризации сельскохозяйственных знаний и разумного отношения к природе среди крестьян и в мелком хозяйстве.
С 1896 года под издательством А. А. Калантара выходил иллюстрированный журнал «Школьное Хозяйство». В начале 1901 года Калантар переименовал его в «Земледелец».
Журнал «Земледелец» выходил ежемесячно книжками в 3—4 печатных листа. Он содержал обстоятельные статьи по основам сельского хозяйства. Среди привлекавшихся к работе в журнале такие видные учёные того времени, как профессора Н. М. Кулагин, Н. П. Кулешов, Д. Н. Прянишников и др. В журнале имелись отделы: «Разные заметки», «По сельскому хозяйству», «По естествознанию», «Из текущей жизни». В них сообщалось обо всём более или менее полезном и интересном, имеющем практическое значение. Чтобы шире привлечь к решению школьных вопросов «тех, кто так или иначе сталкивается с ними», при журнале был открыт особый отдел — «Сельскохозяйственное образование»; в дальнейшем отдел перерос в самостоятельный журнал под тем же названием.
«Новое время» отмечало: «Земледелец» представляет собою прекрасный почин в деле распространения разумных сельскохозяйственных знаний в мелком хозяйстве», а «Вятская газета» утверждала, что «Из журналов (с. х.) лучший „Земледелец“». «Тульские губернские ведомости» писали о нём: «Решаемся рекомендовать читателям журнал «Земледелец». Имя издателя журнала… говорит само за себя, а цена журнала, 2 руб. в год, при массе прекрасного и популярного материала во всех областях сельского хозяйства не оставляет желать лучшего».
Журнал имел репутацию либерального — на его страницах предлагалась марксистская литература: 

Из редакции журнала «Земледелец» (Казанская, 11) можно выписывать следующие книги: К. Маркс. Наемный труд и капитал; Ф. Энгельс. К критике политической экономии; К. Маркс и Ф. Энгельс. Коммунистический манифест; Женщина и политика— Багдасарян А. М. Аветис Калантар. — Ереван: Армянское государственное издательство, 1959
В 1907 году журнал провёл среди читателей денежный сбор «на устройство первого в России женского сельскохозяйственного института».